# Riccardo Broschi

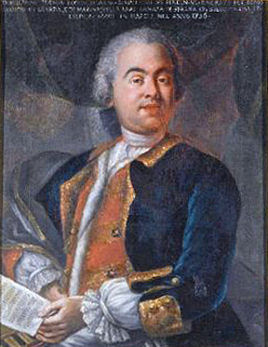
Riccardo Broschi

Riccardo Broschi (Napels, 1698 - Madrid, 1756) was een Italiaans barokcomponist.

## Levensloop
Broschi werd geboren in Napels in 1698. Hij was de broer van de fameuze castraatzanger Carlo Broschi (beter bekend als Farinelli). Beide zoons werden geboren uit het huwelijk tussen Salvatore Broschi en Catherina Berrese. Het gezin Broschi verhuisde aan het eind van 1711 naar Napels. In Napels begon Riccardo Broschi compositie te studeren aan het Conservatorium van St. Maria di Loreto. Toen zijn vader onverwachts op 36-jarige leeftijd overleed op 4 november 1717 moest Broschi, als oudste zoon, voor de familie gaan zorgen. Hij debuteerde in 1725 met zijn opera La Vecchia Sorda. Vervolgens verhuisde Riccardo Broschi in 1726 naar Londen. Daar verbleef hij tot 1734. In Londen schreef hij 6 opera's, waarvan Artaserse de succesvolste was. Deze opera schreef hij in samenwerking met Johann Adolf Hasse. In 1737 verhuisde hij naar Stuttgart en werkte daar kort onder hertog Carl Alexander van Württemberg. In 1739 wilde hij definitief terug naar Napels, maar zover kwam het niet. Toen hij in Madrid zijn broer Farinelli wilde bezoeken, kwam hij plotseling op 58-jarige leeftijd te overlijden.

## Composities
- La Vecchia Sorda (Napels, 1725)
- L'Isola Di Alcina (Rome, 1728)
- Idaspe (Venetië, 1730)
- Arianny e Teseo (Milaan, 1731)
- Merope (Turijn, 1732)
- Artaserse (Londen, 1734 - in samenwerking met Johann Adolf Hasse )
- Nerone (Rome, 1735)
- Adriano in Siria (Milaan, 1735)

- Bibsys: 3038779
- Bibliothèque nationale de France: cb13891885g (data)
- CiNii: DA12701476
- Gemeinsame Normdatei: 132044099
- International Standard Name Identifier: 0000 0001 1656 9937
- Library of Congress Control Number: n80028480
- Nationale Bibliotheek van Letland: 000114772
- MusicBrainz: df39621f-3910-47fb-8296-827e9c149e35
- Nationale Bibliotheek van Tsjechië: mzk2009533699
- Nationale Bibliotheek van Israël: 987007375748705171
- Istituto Centrale per il Catalogo Unico: DDSV156459
- SNAC: w6513xg9
- Système universitaire de documentation: 056819331
- Virtual International Authority File: 62698173
- WorldCat: E39PBJh8QhP6FMCwg3KqXKd4v3